# ジョナ・ボボ
ジョナ・ボボ（Jonah Bobo、1997年1月24日 - ）は、アメリカ合衆国の俳優。

## 経歴
2011年、『ラブ・アゲイン』に出演。2012年、『ディス/コネクト』に出演した。

## 主な出演作品

### 映画
- ラスト・マップ/真実を探して（2004年）
- ザスーラ（2005年）
- きつねと猟犬2 トッドとコッパーの大冒険（2006年）
- セックス・クラブ（2008年）
- ラブ・アゲイン（2011年）
- ディス/コネクト（2012年）

### テレビ
- Sing×3♪ぼくら、バックヤーディガンズ!（2004年 - 2010年）